# Strophanthus sarmentosus
Espèce
Synonymes
- Strophanthus laurifolius DC.[1]
- Strophanthus ogovensis Franch.[1]
- Strophanthus paroissei Franch.[1]
- Strophanthus sarmentosus var. sarmentosus[1]

Strophanthus sarmentosus est une espèce d'arbustes d'Afrique tropicale, de la famille des Apocynaceae et du genre Strophantus.

## Liste des variétés
Selon Catalogue of Life (22 septembre 2017) :
- variété Strophanthus sarmentosus var. glabriflorus

Selon The Plant List (22 septembre 2017) :
- variété Strophanthus sarmentosus var. glabriflorus Monach.

Selon Tropicos (22 septembre 2017) (Attention liste brute contenant possiblement des synonymes) :
- variété Strophanthus sarmentosus var. glabriflorus Monach.
- variété Strophanthus sarmentosus var. sarmentosus
- variété Strophanthus sarmentosus var. verrucosus Pax

## Utilisation
Il contient de la strophanthine, utilisé en médecine traditionnelle.
Au Nord du Cameroun, les Fali du mont Tinguelin utilisaient le fruit pour préparer du poison pour leurs flèches.